# Frank Meeink
Frank Meeink (nacido Francis Steven Bertone; 7 de mayo de 1975) es un antiguo miembro de bandas skinhead y supremacista blanco de los Estados Unidos. Tras permanecer durante tres años en prisión, abandonó el movimiento racista skinhead y en la actualidad se dedica a predicar en su contra.

## Infancia y juventud
Nacido en South Philadelphia, Meeink vivió una niñez violenta y desagradable en una familia desestructurada. De niño jamás tuvo relación con su padre biológico y creció con un padrastro abusivo. En su adolescencia, Meeink era constantemente acosado en el colegio, en el que era visto como un paria por sus compañeros. A los trece años Meeink descubre, junto a su primo, el movimiento neonazi. En este punto de su vida Meeink sentía una atracción desmedida por la violencia, el alcohol y la notoriedad que le brindaban las bandas de supremacía blanca. A los catorce años se rapó la cabeza, símbolo de su compromiso con el movimiento. Para cuando cumplió los 18 años ya era un respetado líder Nazi y captador de otros adolescentes.

## Vida en prisión
A los 17 Meeink fue arrestado después de que casi matase un hombre de una pandilla skinhead rival y secuestrar a otro. Meeink usó una pistola en el secuestro, lo que fue determinante para que el jurado lo considerase una persona adulta. Meeink había grabado el ataque en cinta de vídeo. Él había sido arrestado antes por delitos menores, pero por los anteriormente citados fue condenado a tres años de prisión. Frank Meeink cumplió condena en una prisión cercana Springfield, Illinois.
La sentencia de prisión cambió su vida. Meeink conoció personas de muy diversas etnias. Debido a que compartía su interés por el deporte con algunos de ellos, se hizo amigo de muchos afroamericanos. En partidos de fútbol y baloncesto se ganó el respeto de sus compañeros de prisión. Además, Meeink se sintió más apoyado en la cárcel por los afroamericanos que por sus compañeros de ideología skin.

## Vida después de la cárcel
Después de su liberación, Frank intentó regresar a su vida anterior, pero se dio cuenta de que durante su tiempo en prisión había cambiado la manera de pensar que tenía antes de entrar.
La película de 1998, American History X, está vagamente inspirada en su vida. El protagonista principal de la película, Derek, interpretado por Edward Norton, se vuelve un skinhead después de que su padre falleciera en el rescate en llamas de la casa de unos narcotraficantes (éste era bombero) y contribuye a poner en marcha una organización neonazi en Los Ángeles. El personaje es encarcelado por tres años (como Meeink), debido al asesinato de un pandillero negro. En prisión, también forma un vínculo con un compañero afroamericano, y comparten su amor por el baloncesto, entre otras cosas. Tras abandonar la prisión, decide dejar el movimiento nazi que contribuyó a crear. Norton recibió una nominación para el Óscar por su actuación.
Después de que cumplir condena, Meeink volvió al lugar de su infancia en South Philadelphia y, mientras colaboraba con el equipo de hockey local (Philadelphia Flyers) creó Harmony Through Hockey. Esta organización se fundó para dar a chicos jóvenes una posibilidad de permanecer alejados del camino de la delincuencia y de pasárselo bien.
También visita escuelas y da charlas sobre su vida y la manera de evitar caer en la violencia y la delincuencia.